# 西福寺古墳
西福寺古墳（さいふくじこふん）は、神奈川県川崎市高津区梶ヶ谷にある古墳。形状は円墳。馬絹・梶ヶ谷古墳群を構成する古墳の1つ。神奈川県指定史跡に指定されている。
西福寺は近傍の寺（同区梶ヶ谷5丁目）。

## 概要
神奈川県北東部、矢上川左岸の丘陵台地上に築造された古墳である。1982年（昭和57年）に確認調査が実施されている。
墳形は円形で、直径35メートル・高さ5.5メートルを測る。墳丘外表には円筒埴輪（朝顔形埴輪含む）・形象埴輪（水鳥形埴輪）が認められ、白井坂埴輪窯跡（川崎市宮前区犬蔵）における製作とされる。墳丘周囲には幅6.0-7.5メートル・深さ0.7-0.8メートルの周濠（空濠）が巡らされる。埋葬施設は未調査のため明らかでない。築造時期は古墳時代中期-後期の5世紀後葉-6世紀初頭頃と推定される。
古墳域は1980年（昭和55年）に神奈川県指定史跡に指定された。現在では梶ヶ谷第3児童公園内で保存されている。

## 遺跡歴
- 1964年（昭和39年）以降の梶ケ谷土地区画整理事業に際して保存措置[1]。
- 1970年（昭和45年）8月26日、川崎市指定史跡に指定[1]。
- 1980年（昭和55年）9月16日、神奈川県指定史跡に指定[1]。
- 1982-1983年（昭和57-58年）、保存整備事業。
  - 1982年（昭和57年）8月、測量調査・確認調査（西福寺古墳発掘調査団）[1]。

## 文化財

### 神奈川県指定文化財
- 史跡
  - 西福寺古墳 - 1980年（昭和55年）9月16日指定[1]。

## 関連文献
（記事執筆に使用していない関連文献）
- 西福寺古墳発掘調査団編 編『県史跡西福寺古墳 保存整備報告書』川崎市教育委員会、1989年。